# 中华人民共和国大检察官
中华人民共和国大检察官是中华人民共和国首席大检察官和大检察官的总称，其中大检察官分为一级大检察官和二级大检察官两个级别。

## 法律规定
2017年修订的《中华人民共和国检察官法》第二十一条规定，“检察官的级别分为十二级。最高人民检察院检察长为首席大检察官，二至十二级检察官分为大检察官、高级检察官、检察官。”
1997年印发的《中华人民共和国检察官等级暂行规定》第六条规定，“检察官等级设下列四等十二级：(一)首席大检察官；(二)大检察官：一级、二级；(三)高级检察官：一级、二级、三级、四级；(四)检察官：一级、二级、三级、四级、五级。”
第七条规定，“检察官实行下列职务编制等级：
- (一)最高人民检察院：
  - 检察长：首席大检察官；
  - 副检察长：一级大检察官至二级大检察官；
  - 检察委员会委员：二级大检察官至二级高级检察官；
- (二)省、自治区、直辖市人民检察院：
  - 检察长：二级大检察官；”

## 大检察官列表
截至2025年4月，中华人民共和国共有首席大检察官1名，一级大检察官2名，二级大检察官37名。

### 首席大检察官
| 应 勇 | 最高人民检察院检察长、党组书记 |

### 一级大检察官
| 张 进  | 中国人民解放军军事检察院检察长                         |
| 童建明 | 最高人民检察院党组副书记、常务副检察长、检察委员会委员 |

### 二级大检察官
| 葛晓燕 | 最高人民检察院党组成员、副检察长、检察委员会委员 |
| 张雪樵 | 最高人民检察院副检察长，检察委员会委员           |
| 宫 鸣  | 最高人民检察院党组成员、副检察长、检察委员会委员 |
| 苗生明 | 最高人民检察院党组成员、副检察长、检察委员会委员 |
| 史卫忠 | 最高人民检察院检察委员会副部级专职委员           |
| 朱雅频 | 北京市人民检察院检察长、党组书记                 |
| 陈凤超 | 天津市人民检察院检察长、党组书记                 |
| 董开军 | 河北省人民检察院检察长、党组书记                 |
| 杨景海 | 山西省人民检察院检察长、党组书记                 |
| 李永君 | 内蒙古自治区人民检察院检察长、党组书记           |
| 高 鑫  | 辽宁省人民检察院检察长、党组书记                 |
| 尹伊君 | 吉林省人民检察院检察长、党组书记                 |
| 刘永志 | 黑龙江省人民检察院检察长、党组书记               |
| 陈 勇  | 上海市人民检察院检察长、党组书记                 |
| 赵铁实 | 江苏省人民检察院检察长、党组书记                 |
| 林贻影 | 浙江省人民检察院检察长、党组书记                 |
| 宋文娟 | 安徽省人民检察院检察长、党组书记                 |
| 侯建军 | 福建省人民检察院检察长、党组书记                 |
| 丁顺生 | 江西省人民检察院检察长、党组书记                 |
| 顾雪飞 | 山东省人民检察院检察长、党组书记                 |
| 段文龙 | 河南省人民检察院检察长、党组书记                 |
| 王守安 | 湖北省人民检察院检察长、党组书记                 |
| 叶晓颖 | 湖南省人民检察院检察长、党组书记                 |
| 冯 键  | 广东省人民检察院检察长、党组书记                 |
| 杨正根 | 广西壮族自治区人民检察院检察长、党组书记         |
| 张 毅  | 海南省人民检察院检察长、党组书记                 |
| 时侠联 | 重庆市人民检察院检察长、党组书记                 |
| 王 麟  | 四川省人民检察院检察长、党组书记                 |
| 王永金 | 贵州省人民检察院检察长、党组书记                 |
| 王光辉 | 云南省人民检察院检察长、党组书记                 |
| 夏克勤 | 西藏自治区人民检察院检察长、党组书记             |
| 王旭光 | 陕西省人民检察院检察长、党组书记                 |
| 沈 涧  | 甘肃省人民检察院检察长、党组书记                 |
| 查庆九 | 青海省人民检察院检察长、党组书记                 |
| 窦朝晖 | 宁夏回族自治区人民检察院检察长，党组书记         |
| 高继明 | 新疆维吾尔自治区人民检察院检察长，党组副书记     |
| 胡明华 | 中国人民解放军军事检察院副检察长                 |